# 森山館
森山館（もりやまだて）は、青森県西津軽郡深浦町森山にあった日本の城。

## 歴史
出羽国河北郡深浦森山の館主の飛騨弾守季定が1546年（天文15年）春に安東氏に背いて討たれたという記録が、松前藩の歴史書『新羅之記録』（該当ページ「新羅之記録」）にある。
飛騨季定（ひだすえたか）が謀反を起こすと、これに檜山城より安東尋季親子が押し寄せて来た。蠣崎季広は搦手の大将として参加する、急の飛脚が告げられてきた。季広は人数をそろえ、船に乗り連ね小泊に渡り、3月5日には森山に到着した。同15日、館の内より水桶を担いで出入りする者を見て、遥かに館の麓からこれを射つと、矢は当たり後ろから胸板を射通した。森山の館は程なくして落城した。生け捕られた者どもから「館内には水が無く、敵方に悟られない様にと水を汲む真似をしていたところ、射殺された」と聞いた。敵方の落城はこれが原因であったという。季広の朝臣の矢一つによって、飛騨季定を自害に追い込んだのである。この弓は細い竹を組み合わせた細箔という。この時、厚谷季政も84騎を率いて従軍している。
津軽藩の歴史書『津軽旧記』によれば「1603年（慶長8年）津軽為信は秋田の佐竹氏と協議して、白沢から碇ヶ関までの地域と深浦から大間越までの地区を交換し、新領土の森山館の城代として小野茶右衛門を任命し、そこを森山検番所と称した。茶右衛門はもと金ヶ沢の関（折曽関）を固めていた家筋である」としている。小野家は元々、南朝に味方した倭寇の流れであるとされる。伝説によると、茶右衛門はその地位を利用して海賊をはたらき、家来の船頭久六に命じて沖を通る船から財宝を奪い取り大いに富裕を極めたが、やがて藩命により笹森氏（岩崎、金井ヶ沢城主の笹森勘解由左衛門）や寺田党（大間越の城番の寺田讃岐）により討伐されたとされる。『津軽旧記』には「2代信牧の時、森山城代小野茶右衛門に疑いの節あり、大間越の笹森勘解由左衛門や寺田讃岐にこれを討たせた。小野は大剛の勇士なので、やっと謀って討ち取った」とある。笹森家の旧記にも「二代勘解由左衛門、慶長年中、森山館の小野茶右衛門を撃って功あり。知行百石を賜る」とある。疑いの節とは、伝えられる海賊行為なのかはっきりしない。信牧の継嗣問題に絡んでのことだという言い伝えもある。小野茶右衛門は、ガンガラ穴や仙北穴などの天然の洞窟を船隠しや奪った金品の隠し場所として活用していた。笹森たちが茶右衛門館を攻めた時、天嶮を利用した要害強固な城に対して、水を断つ戦法を取った。ある日、茶右衛門館の一角から突然火の手が上がり、一条の白い滝が海に下るのが見えた。それは、万策尽きた茶右衛門の一党が館に火をかけ、兵粮米が敵の手に入るのを嫌って、それを海に投げ入れていたのである。茶右衛門館の北の麓に姫屋敷といわれる所があるが、そこは茶右衛門の娘、千鶴姫が住んでいた場所である。トンネル掘削の際に、多くの武具の他にカンザシが見つかったと言われる。姫は「子妊岩」付近の戦いの最中に自刃したらしい。落城の際の焼米が海側の断崖の面に今でも多く残っているという。
地元の言い伝えによると、森山集落は飛騨守の乱と小野茶右衛門討伐という2度の争乱のため、村は離散して一団は正道尻に移住し、他の一団は松神に逃れ、森山集落には平沢家の一団だけが残ったという。他へ移った森山流れの人々は、宗家を「大屋家」とよんでいるという。

## 茶右衛門城の構造

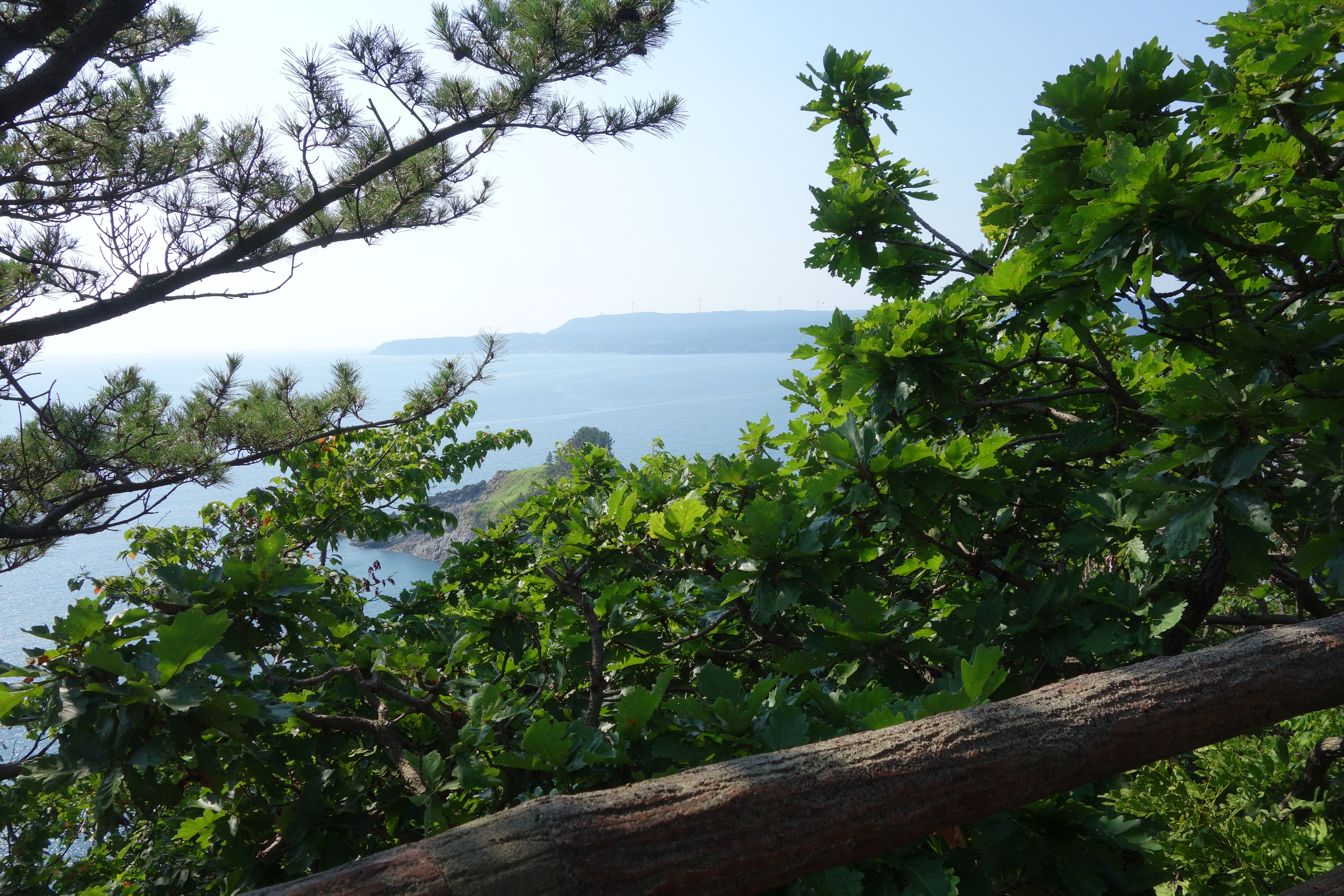
展望台からの景色

現在はトンネルが4本（五能線のトンネルは大小2本）がこの山を貫いているが、江戸時代は津軽藩の西街道は完全にこの森山城の副郭と物見郭の間を通らなければいけなかった。展望台からは、艫作方面が一望できる。主郭は現在ヤブに覆われている。空撮写真では、岬上部に東屋の白い屋根が見える。東屋の先に木の枝が枯れている所があるがそのさらに少し先に展望台がありそこまで道が通じている

## 周囲

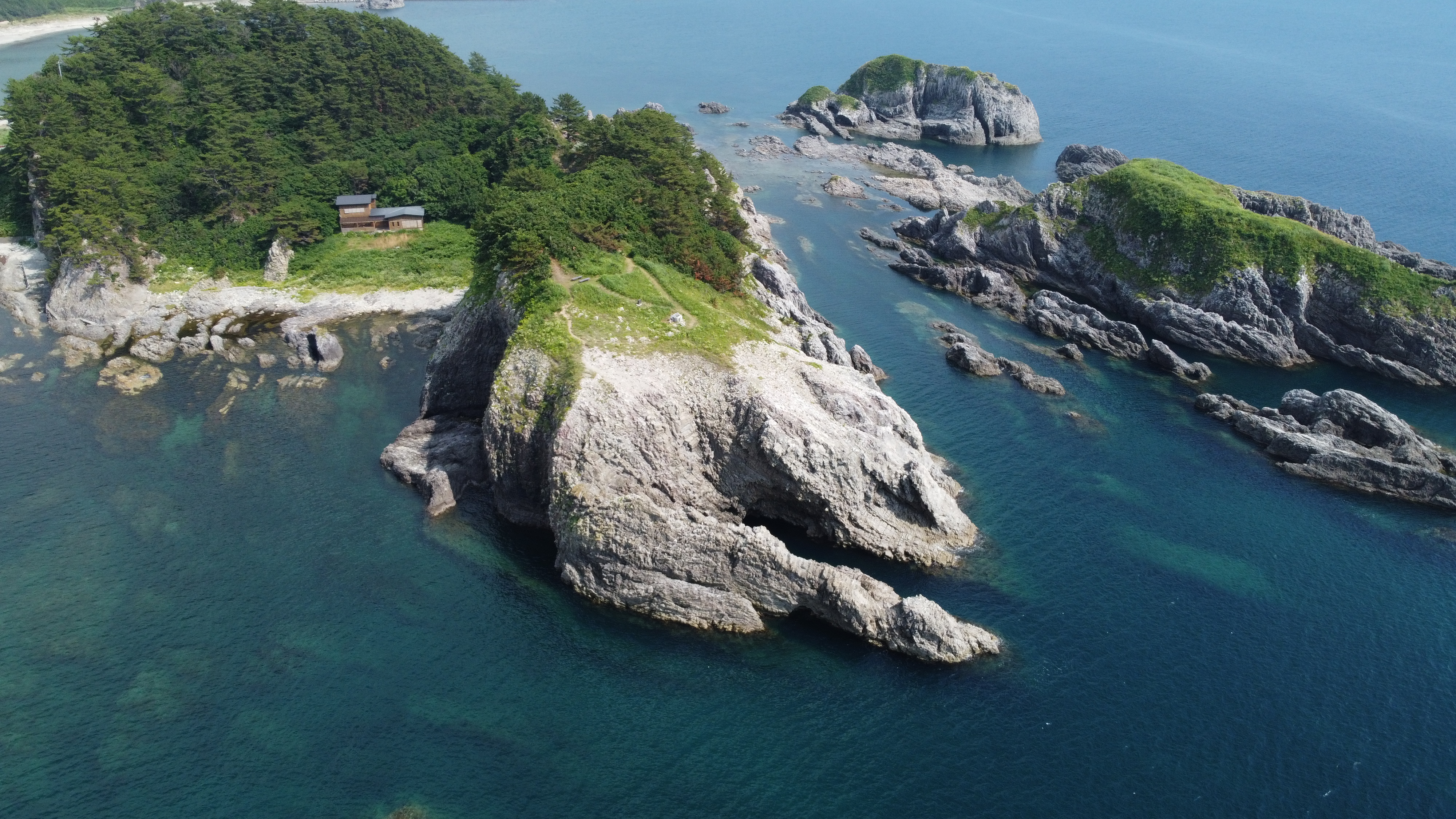
ガンガラ穴

森山館の南西にあるがんがら穴は小野茶右衛門がその持ち船の隠し場に用いた洞窟と言われる。松神崎の断崖下にあるガンガラ穴は小舟一艘がやっと入る位の穴を進んで行くと奥行き約100m、水深約7m、高さ10m程度の大洞窟になっている。この中にはいると天井より水滴が落下してくる。直上の「賽の河原」の涙の雫という。昼なお暗い洞窟には無数のコウモリが群棲している。洞窟内から入り口を見た時、海水の色が微妙に変化し、まさに七色の神秘をかもしだす。一説には小野茶右衛門の財宝の隠し場所とも言われている。
ガンガラ穴の上にあるのが賽の河原である。森山崎の断崖に白くまさに骨のような石群がある。遠く昔から地元森山、松神地区をはじめ村内から信者を集めている。賽の河原には祠があり、その祠の中には数体の地蔵が収まっている。この場所には高松宮宣仁親王も景勝のために訪れたという記念の碑が建立されている。賽の河原では2004年度版砂の器のロケやにっぽん縦断 こころ旅のロケが行われている。写真で賽の河原の右に見える島が象島である。ガンガラ穴への遊覧船は付近の民宿が行っていて、1970年代から2013年の夏休みぐらいまで運行をしていた。

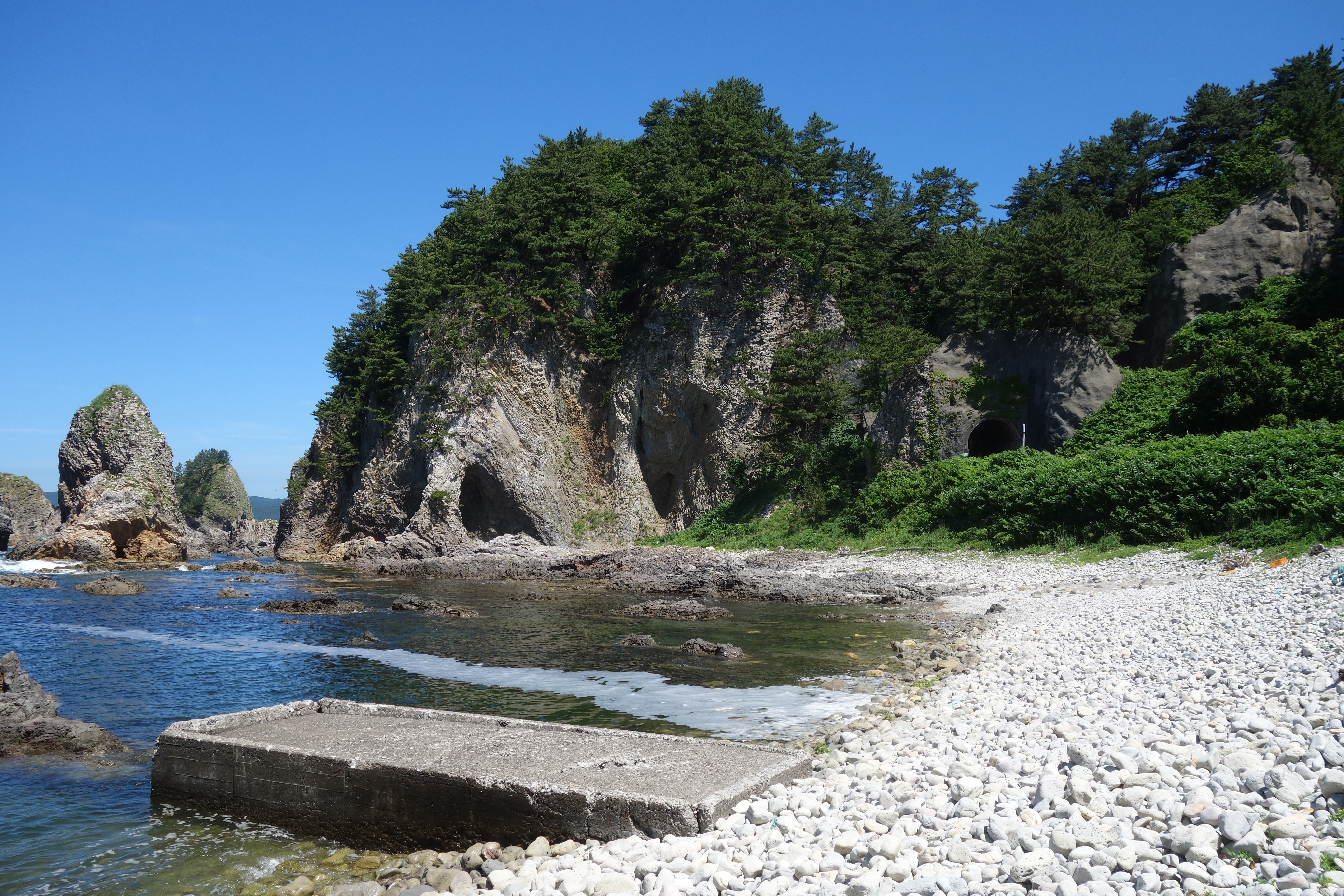
森山館と仙北岩トンネル(右) 左は『感染爆発』でロケ地になった岩穴

森山館の西方下にある洞窟が仙北岩である。写真では森山館の正面にある2つの洞窟のうち、右側の入口部分に白い小石が敷き詰められた洞窟である。仙北岩は犬を入れたら秋田の仙北に出たというのでこの名がある。仙北穴は小野茶右衛門が財宝を隠した洞窟とも言われている。穴の奥が崩れる前は、右側に横穴があり、そこから古い刀が見つかったという。
森山館は4本のトンネルが貫いている。国道101号は森山隧道があり、国道の旧道には岩崎トンネルがある。JR東日本の五能線には仙北岩トンネルと森山トンネルがある。仙北岩トンネル（9.5m）はJR東日本では最短のトンネルである。それまでは群馬県にある吾妻線の樽沢トンネル（7.2m）が日本最短のトンネルであったが2014年9月25日に廃止になり、かわって仙北岩トンネルがJR東日本内で最短となった。日本最短のトンネルは広島県にあるJR西日本 呉線の川尻トンネル（8.7m）である。仙北岩トンネルの近くにある海岸線から辿っていける岩穴は『感染爆発〜パンデミック・フルー』のロケ地となった。最初に新型インフルエンザが上陸する場所という設定であった。

## 森山館が舞台の小説
- 館将久（たてのぶひさ、本名森山嘉蔵）の『白神に舞う』に収録されている「権謀西浜無慙」は森山館が舞台の歴史小説である。館は地元の学校教師であり、地元の言い伝えを元に小説が記述されている。相慕う恋人の若武者久三と千鶴姫が、自刃して果てたと伝えられる「目下（めくだ）が浜」の大岩は、心優しい浜人が哀れな二人を偲んで”姫岩”と呼び密かに草花を手向け線香の煙に合掌してきたが、鉄道の開通で姫岩は掘削されわずかに岩の根底部分だけがのこるだけである。それでも、いつのころからか線香の煙と花菓を見るようになったという。里人のその優しさに甘えて、姫岩の近くから出土したと言われる笄の所在を尋ねても、この里の誰もが黙して語ろうとしないとしている。

- 北畠八穂『耳のそこのさかな』収録。創作童話「茶右衛門やしき」